# Лакз
Лекія (Аль Лакзан,Лезгистан) — феодальна державне Лезгин об'єднання часів раннього Середньовіччя. Була утворена у VI ст. з занепадом Кавказької Албанії. У XIII ст. внаслідок зовнішніх загроз та внутрішніх негараздів розпалося на декілька держав, найпотужнішим з яким було Белистон. Столицями царства були спочатку Білісан, а потім Цахур.

## Історія
Територія була відома в період Кавказької Албанії, однією з частин якої вона була, як область «Лак». Найраніше згадування про державу Лакз припадає на VI ст. і пов'язане з ім'ям перського шаха Хосрова I Ануширвана, який затвердив правителя Лакза. В цей час держава сплачувала данину, проте вже на початку VII ст. Лакз повалив ярмо Сасанідської Персії.
У 722—735 роках війська Лакзу відчайдушно протидіяли арабським військам У 722 та 726 роках лакзькі війська зуміли завдати поразки арабам на чолі із Харісом ібн Амром та Джаррахом. У 731—735 роках з успіхом діяв Лакз проти арабів під орудою Маслами. Лише у 735 році були переможені військовиком Марваном. Проте у 736 році населення Лакзу на чолі з володарем Авізом повстало в тилу арабського війська, що рушило проти Саріра, Кайдака та Зіріхгерана. Мешканці повинні були сплачувати данину у 20 тис. мір пшениці. Лакз став підкорятися Дербентському еміру.
З цього моменту Лакз постійно перебував під впливом сусідніх держав. 762 року араби відступили звідси під тиском Хазарського каганату. У 770-х роках Марван повернув тут владу арабів та розселив у Лакзі полонених хозар. Лакз, як і майже вся територія Закавказзя, був включений до складу новоствореної арабами провінції під назвою Армінія, керованої намісниками, що сиділи спочатку у вірменському Двіні, а потім в алупанській Партаві.
Лише у IX ст. володарі Лакзу зуміли звільнитися з-під влади Арабського халіфату. Але вимушені були боротися проти зазіхань Дербентського емірату та Шарвану (Ширвану). Зрештою у X ст. було укладено союз з ширваншахами, який тривав до XIII ст.. У 953 цар Лакза Хашрам Ахмад ібн Мунаббі захопив Дербент, але вже у 954 році зазнав поразки. У середині XI ст. тиск з боку південних мусульманських держав на Лакз було послаблено наступом держави Сельджуків.
У XII ст. єдина держава Лакз фактично розпалася на Західний та Східний Лакз. Ймовірно це пов'язано з розподілом царства між двох представників династії. Столицею Західного Лакзу залишився Цахур, а Східного — став Білісан (перша столиця єдиної держави). Згодом південні землі увійшли до складу Ширвана.
Похід монголів 1221—1222 роках остаточно завдав удару по державності Лакза, який в цей час являв собою своєрідну конфедерацію. 1223 року війська Лакзу в союзі з іншими дагестанцями завдали поразки половецьким ханам, які мали намір захопити Дербент. До 1253 року, чергового походу монгольських військ з Золотої орди Лакз фактично розпався на окремі феодальні володіння та вільні сільські громади чи їх об'єднання. Вже у 1319 році війська Узбека, хана Золотої орди, зустріли тут лише ханства, найпотужнішим з яких було Цахурське, невеликі бекства, вільні громади.

## Географія
Держава розташовувалася по обох сторонам річки Самур — між Табасаранським майсумством та Ширваном. На сході мало кордон з Дербентським еміратом. Поєднувала гірські та низинні землі.

## Державне управління. Стани
Певний вплив на організацію держави справили Сасанідська Персія та Кавказька Албанія. З X ст. володаря держави Лакз називали «мамлак» та джуршаншах. Знать звалася хамашира. Нижче стояли князі (араби називали їх маліками). ще нижче розташовувалися ал-мишакі (військова шляхта). Найбільшу частину складали вільні мешканці (ал-хамашіра), окрему частину складали орачі (акара). Нижче розташовувалися слуги та ремісники (муххан). На найнижчому щаблі стояли раби.

## Економіка
Основу господарства переважно складало відгонне скотарство, особливо вівчарство. Також частково було поширено землеробство та садівництво. Значна увага приділялась вирощуванню льону (турта), з якого виготовлялося полотно (чатан). Ним торгували через Дербент та Ширван. З часом у державі посилюється землеробство — з XI ст. населення Лакзу повністю забезпечувала себе зерном. Поширюється пшениця, ячмінь, яриця, рис.

## Населення
В етнічному плані були представлені лезгінськими народами, рутулами, агульцями, цахурами, будугами, кризцями, джеками, хапутами, хіналугцями. Згідно з арабськими істориками, Лакз мав доволі значну щільність населення.

## Релігія
Тривале перебування у складі Кавказької Албанії позначилося на поширенні тут християнства. Водночас під впливом Сасанідської Персії в цих місцях облаштувалися громади зороастрійців.
У 730-х років, після поразки від арабів, починає розповсюджуватися іслам. Особливо посилюється з X ст. Проте християнські та зороастрійські громади тривалий час чинили опір насильницькій ісламізації. Вона тривала до самого розпаду та занепаду Лакзу.

## Наука та освіта
У XI-початку XII ст. творив у Лакзі видатний вчений-історик Маммус ад-Дарбанді ал-Лекзі, що склав твір «Таріх Баб аль-Абваб» («Історія Дербента»).